# چاماکانی (بولیوی-پرو)
چاماکانی (به اسپانیایی: Ch'amakani) یک کوه در پرو است که در شهرستان لاپاز (بولیوی) واقع شده‌است. چاماکانی ۴٬۶۰۰ متر بالاتر از سطح دریا واقع شده‌است.